# The Old Man and the Key
«The Old Man and the Key» («Старик и ключи») — тринадцатый эпизод тринадцатого сезона мультсериала «Симпсоны». Впервые вышел в эфир 10 марта 2002 года.

## Сюжет
У Гомера не самый лучший день — распустили его любимую футбольную лигу, к тому же ему позвонили из Дома Престарелых и сказали, что Дедушка Симпсон умер. К счастью, оказалось, что Дедушку перепутали с другим жителем Дома престарелых, и с ним всё в порядке. Тем временем у Эйба появляется новая сожительница Зельда, в которую тот немедленно влюбляется. Зельда тоже симпатизирует ему, но она быстро переключается на другого жителя дома престарелых Зака, у которого есть машина. Ради Зельды Дедушка Симпсон решает получить права. Несмотря на протесты Гомера, который считает, что Эйб не способен водить, у дедушки получается окончить водительские курсы для стариков и получить права. Теперь Зельда в него влюблена. Эйб ездит на машине Гомера и всё время проводит с Зельдой. В конце концов, сыну это надоедает и он отбирает ключи у старика, говоря, что ему не нравится, «что его отец проводит ночь со шлюхой». Теперь Гомер даёт Эйбу ключи только на выполнение разных домашних заданий, свободной езды Дедушка лишён. Приехав в супермаркет, Эйб встречается с Джаспером Бэрдли и Престарелым Евреем и случайно бросает вызов банде стариков «Сувенирные Куртки». Апу предлагает старикам устроить гонки вместо потасовки. Команда Эйба выигрывает гонку, но и случайно разбивает тачку Гомера… на глазах у самого Гомера! Это становится последней каплей: Гомер навсегда запрещает Эйбу садиться за руль.
Подавленный Дедушка возвращается домой, в Дом Престарелых. Его возлюбленная Зельда уже настроилась на поездку в Брэнсон, штат Миссури. А поскольку машины у Эйба нет, Зельда уезжает вместе с Заком. Но Дедушка решает не отступать: он втайне угоняет машину Мардж и вместе с Бартом (которому тоже захотелось прокатиться) едет за своей любовью. Об этом узнают остальные Симпсоны и решают тоже отправиться в Брэнсон в погоню. Поначалу перепутав автобусы и попав в Бронсон (город, населенный людьми, похожими на Чарльза Бронсона), Гомеру, Мардж и Лизе удаётся добраться до Брэнсона. А тем временем Дедушка и Барт уже успели добраться до города и вслед за Зельдой проникнуть на спектакль «Вы их знаете!». Дедушка попадает на сцену и зовет на неё Зельду. Оказывается, что Эйб уже давно разлюбил Зельду, так как понял, что она любит не его, а только его машину. А приехал он, чтобы привселюдно назвать Зельду «шлюшкой» (с этим согласились все зрители и актёры). Дедушка извиняется перед Гомером за свои проделки и обещает, что больше такого не повторится, и сын прощает отца.